# Pink Elephants on Parade (Album)
Pink Elephants on Parade ist ein Jazzalbum von Sun Ra. Die von 1985 bis 1990 an verschiedenen Veranstaltungsorten
entstandenen Aufnahmen erschienen am 5. Juli 2024 auf LP, CD und in erweiterter Fassung als Download bei Modern Harmonic.

## Hintergrund
Sun Ra liebte die fröhliche Musik aus Walt Disneys Zeichentrickfilmen, und er tat dies ohne Ironie. Er spielte diese Lieder bei Auftritten mit seinem Arkestra über viele Jahre hinweg. Ende der 1980er Jahre gab das Arkestra sogar ganze Konzerte mit Liedern aus alten Disney-Filmen und den dazugehörigen Kostümen. Bei einem Konzert 1989 in San Francisco nannte er seine Band tatsächlich „Sun Ra and his Disney Odyssey Adventure Arkestra“.
Fans von Sun Ra seien sich darüber bewusst, das Sun Ra am Ende seines Lebens von Disney-Filmen besessen war, stellte Paul Simpson bei Allmusic fest. Allerdings sei das seltsamerweise in der Sun Ra/Diskografie bisher unzureichend dokumentiert gewesen. Neben der Interpretation von Dumbos „Pink Elephants on Parade“ für Hal Willners Disney-Hommage Stay Awake präsentierte eine posthume CD, Second Star to the Right (Salute to Walt Disney) den Livemitschnitt eines reinen Disney-Auftritts 1989 in Österreich; andere Titel aus dieser Zeit sind auf verschiedenen Veröffentlichungen und Bootlegs aufgetaucht. Pink Elephants on Parade versammelt Disney-Stücke aus verschiedenen Arkestra-Konzerten zwischen 1985 und 1990. Die erste LP-Pressung mit sieben Titeln wurde zum Record Store Day im April 2024 herausgegeben. Die Titel 1 bis 9 waren bisher unveröffentlicht. Die digitale Bandcamp-Ausgabe enthält drei weitere Bonustitel (11, 12, 13), die alle bereits zuvor veröffentlicht wurden. „Marching Pink Elephants“ wurde in den Variety Studios für Produzent Hal Willners Disney-Tributalbum Stay Awake aus dem Jahr 1988 aufgenommen. Ansonsten hat Sun Ra nie im Studio Teile seines Disney-Repertoires eingespielt.
Die Lieder stammen von Klassikern wie Peter Pan, Babes in Toyland, Dornröschen, Schneewittchen und die sieben Zwerge, Dumbo, Mary Poppins und Song of the South.

## Aufnahmedaten
- Titel 1, 2, 7, 8: aufgenommen im 9:30 Club, Washington DC, 1989
- Titel 3, 5, 10, 11: aufgenommen in Virginia, 1988
- Titel 4 aufgenommen in Zürich, 1987
- Titel 6 aufgenommen in der Regatta Bar, Cambridge 1990
- Titel 9 aufgenommen bei Stache's, New York City 1985
- Titel 12 aufgenommen in den Variety Recording Studios, NYC, 1988
- Titel 13 aufgenommen im Jazzatelier Ulrichsberg, Österreich, 1989 (enthalten auf Second Star to the Right (Salute to Walt Disney))

## Titelliste
- Pink Elephants on Parade (Modern Harmonic MH-8304)[2]

1. The Forest of No Return (George Bruns, Mel Leven, Victor Herbert) 3:11
2. Someday My Prince Will Come (Frank Churchill, Larry Morey) 6:21
3. Zip-a-Dee-Doo-Dah (Allie Wrubel, Ray Gilbert) 6:44
4. Let’s Go Fly a Kite (Richard Sherman, Robert Sherman) 6:16
5. Second Star to the Right (Sammy Cahn, Sammy Fain) 10:23
6. Pink Elephants on Parade 3:59 (Ned Washington, Oliver Wallace)
7. Whistle While You Work (Frank Churchill, Larry Morey) 07:15
8. I’m Wishing (Frank Churchill, Larry Morey) 6:28
9. Never Never Land (Carolyn Leigh, Jule Styne) 5:17
10. Second Star to the Right (Alternate) 4:14
11. The Forest of No Return (Alternate) 3:05
12. Marching Pink Elephants (Hal Willner Version) 4:55
13. Heigh-Ho! (Frank Churchill, Larry Morey) 8:22

## Rezeption
Paul Simpson verlieh dem Album in Allmusic dreieinhalb Sterne und schrieb, der skurrile, freizügige Geist des Arkestra würde zum Material passen, insbesondere bei ausgelassenen Singalongs wie „Let's Go Fly a Kite“ und „Whistle While You Work“. „The Forest of No Return“ sei zu gleichen Teilen gruselig und albern, und diese Lesart von „Pink Elephants on Parade“ sei mehr aus den Fugen geraten als die Studioversion. Pink Elephants on Parade sei eine hervorragende Erinnerung daran, wie unterhaltsam die Musik von Sun Ra sein konnte. Es sei außerdem mit Abstand die familienfreundlichste Sun Ra-Veröffentlichung und eine gute Möglichkeit, Kinder an den Jazz heranzuführen.